# Fables et Réflexions
 (janvier 2013).
Si vous disposez d'ouvrages ou d'articles de référence ou si vous connaissez des sites web de qualité traitant du thème abordé ici, merci de compléter l'article en donnant les références utiles à sa vérifiabilité et en les liant à la section « Notes et références ».
Fables et Réflexions (Fables and Reflections) est le sixième album de la série de bande-dessinée anglo-américaine Sandman scénarisé par Neil Gaiman et préfacé par Gene Wolfe.

## Contes
L'album est constitué de neuf fables autonomes. Quatre traitent des rois et des rouages du pouvoir et portent le titre des mois de l'année dans différents calendriers : Trois septembres et un janvier, 9e et 1er mois du calendrier grégorien, Thermidor, 11e mois du calendrier républicain, Auguste, ou août, le 8e mois du calendrier grégorien qui correspondait à l'époque au Sextilis, 6e mois du calendrier romain et Ramadan, 9e mois du calendrier musulman.
L'histoire centrale, Orphée, divisée en quatre chapitres et un épilogue, appartient à l'arc narratif général du Sandman avec les sept Éternels pour protagonistes et précède directement l'histoire de l'album suivant Vies brèves.
Les trois autres contes, En Chasse, Terres molles et Le Tribunal des corneilles, décrivent des rencontres fortuites de personnages qui se racontent des histoires dans l'histoire, où Dream n'apparaît que brièvement. Cette méthode narrative sera réutilisée par Gaiman dans Au bout des mondes notamment.

### La chute
Traduction alternative : La peur de choir ; crayonné et encrage de Kent Williams ; couleurs de Sherilyn van Valkenburgh ; 10 pages ; première parution en VO : 1992. Titre original : Fear of Falling.
Le court prélude de Fables et réflexions suit Todd Faber qui doit mettre en scène sa pièce de théâtre Typhoid Mary Blues le lendemain et décide de tout arrêter parce qu'il a le trac de réussir tout autant que d'échouer. Après que Janet, une amie à lui, passe le voir pour le dissuader d'y renoncer, Todd fait un rêve où Dream l'aide à surmonter sa peur du vide.

### Trois septembres et un janvier
Crayonné & encrage de Shawn McManus ; couleurs de Daniel Vozzo ; 24 pages ; première parution en VO : octobre 1991. Titre original : Three Septembers and a January.
L'histoire se déroule de 1849 à janvier 1880 à San Francisco et fictionalise l'histoire vraie et singulière de Joshua Abraham Norton, un clochard qui s'autoproclame empereur des États-Unis, et de son ami Mark Twain.
Le récit commence quand Despair provoque Dream en lui disant que Norton, qui vient d'arriver aux États-Unis depuis l'Afrique du Sud en quête du rêve américain, mais qui en fin de compte se retrouve ruiné et déçu, n'a plus de rêves et sera éternellement en proie au désespoir. Dream relève le défi et décide de lui donner un rêve extraordinaire : faire de lui un empereur. Desire, qui garde une dent contre Dream depuis La Maison de poupée, charge le Roi de la Douleur d'attirer Norton dans ses filets pour le pervertir. En vain, Norton est tout à son rêve et reste stoïquement intransigeant dans son idéal. Quand la troisième sœur cadette de Dream, Delirium, vient le voir, elle lui dit « il ne m'appartient pas, hein ? Sa folie, c'est sa folie qui l'empêche de devenir dément », Dream répond « mais, ma sœur, crois-tu vraiment qu'il soit le seul ? ». Finalement, Death vient lui prendre la main alors qu'il meurt d'une attaque en pleine rue, la nuit et sous la pluie. Elle lui confie alors qu'il est son empereur préféré et qu'elle le croyait l'un des 36 Tsadikims. Despair est forcée de reconnaître sa défaite, admettant qu'il n'est jamais tombé en proie au désespoir. Desire, quant à lui, ne s'avoue pas vaincu et couve le projet de faire appel aux Bienveillantes pour venir à bout de Dream.

### Thermidor
Crayonné de Stan Woch ; encrage de Dick Giordano ; couleurs de Daniel Vozzo ; 24 pages ; première parution en VO : août 1991. Titre original : Thermidor.
L'histoire commence le 28 juin 1794 à Wych Cross (Sussex de l'Est, Angleterre) dans la demeure de Lady Johanna Constantine, un personnage déjà apparu dans Des hommes de bonne fortune. Morphée y fait un pacte avec Dame Constantine pour retrouver la tête vivante de son fils, Orphée, aux mains des révolutionnaires français. Après avoir retrouvé la tête le 24 juillet 1794, elle est découverte et a le temps de cacher la tête avant de se faire emprisonner. Pendant son emprisonnement, elle tient un journal, tente de négocier sa libération avec Louis de Saint-Just qu'elle connaît bien, et rencontre brièvement Thomas Paine, lui aussi emprisonné. Alors que Maximilien Robespierre menace de la soumettre à la question et à la guillotine si elle n'avoue pas où elle a caché la tête maudite, elle se sert sur les conseils de Morphée des talents de chanteur d'Orphée pour mystifier Robespierre et s'échapper avec Orphée vers l'île de Naxos en Grèce. Robespierre, encore sous le choc de la manifestation surnaturelle dont il a été le témoin, sera guillotiné le lendemain, le 28 juillet 1794 en compagnie de Saint-Just, signifiant la chute du régime de la Terreur.
Contrairement à l'ordre des contes de l'album, Thermidor suit chronologiquement Orphée et précède Vies brèves.
La représentation de Robespierre dans cet opus a été à l'origine de polémiques.

« J'étais fasciné par la façon dont la contre-révolution est apparue, entraînant en l'espace de deux jours la fin de la révolution précédente. Je me rappelle le plaisir que j'avais à feuilleter la onzième édition de l'Encyclopædia Britannica, de lire un article sur la Révolution française par quelqu'un qui détestait Robespierre, et ensuite de lire sa notice biographique par quelqu'un qui l'idéalisait. J'ai aimé la dissonance cognitive [que cela procurait]. Après avoir publié Thermidor, un lecteur m'a envoyé sa thèse décrivant Robespierre comme un grand homme... J'aurais tout aussi bien pu écrire une histoire où Robespierre était un grand homme, mais pour les besoins de l'histoire que je voulais raconter, il fallait qu'il ne le soit pas. »

— Neil Gaiman .

### En chasse
Crayonné de Duncan Eagleson ; encrage de Vince Locke ; couleurs de Daniel Vozzo ; 24 pages ; première parution en VO : juin 1992. Titre original : The Hunt.
Un grand-père raconte à sa petite-fille la légende de sa famille : la légende des Gens (qui sont en fait des loups-garous). Alors que le jeune Vassili chasse seul en forêt, il rencontre une vieille tsigane diseuse de bonne aventure qui transporte de nombreuses breloques qu'elle dit avoir de grands pouvoirs surnaturels. En récompense d'un repas, elle décide de faire don au gadjo d'un pendentif montrant l'image de la fille du duc, du cœur de Koschei l'immortel et d'un livre appartenant à la bibliothèque des rêves : La Joyeuse Comédie de la Rédemption du Docteur Faust (titre inspiré par l'ouvrage La Tragique Histoire du docteur Faust) de Christopher Marlowe. Impressionné par la beauté de la fille cadette du duc, Vassili se met en quête de la retrouver. Sur son chemin il rencontre la sorcière Baba Yaga et le bibliothécaire des rêves, Lucien, qui se tient prêt à échanger n'importe quoi contre l'ouvrage de Marlowe avant que Dream ne s'aperçoive qu'un titre manque à la bibliothèque. Mais Vassili ne veut rien savoir et exige comme monnaie d'échange la fille du duc elle-même, que Lucien n'est pas capable de lui donner. Finalement, alors qu'il est enfermé dans les cachots du château du duc, Lucien et Dream accèdent à la requête de Vassili et lui accordent un entretien avec la fille du duc. Vassili se contente de lui rendre son pendentif, car comme le sait Dream « il vaut parfois mieux ne pas exaucer certains souhaits ».
Le conte est inspiré de la mythologie russe, et notamment des Contes populaires russes d'Alexandre Afanassiev.

### Auguste
Crayonné de Bryan Talbot ; encrage de Stan Woch ; couleurs de Daniel Vozzo ; 24 pages ; première parution en VO : septembre 1991. Titre original : August.
Le conte est narré du point de vue du nain Lucius qui se souvient de ses rencontres avec l'empereur Auguste en l'an 7 apr. J.-C. Convoqué par Auguste, Lucius apporte avec lui du « savon », un mélange d'os, de graisse et de cendre qu'ils s'enduisent sur le corps pour se donner des pustules artificielles. Ainsi grimés, Lucius et Auguste, qui veut qu'on l'appelle Caius pour la journée, se rendent sur la place du marché pour mendier. Assis sur des marches, Auguste / Caius raconte, il raconte qu'il a fait un rêve où le seigneur des rêves connaissait son plus profond secret : les viols répétés de son père adoptif, Jules César, qui lui promet qu'en échange de sa docilité, Auguste pourra assurer la succession de César et régner à sa mort. Le Seigneur des Rêves sait qu'Auguste craint les dieux, et il suggère alors à Auguste de passer un jour par an déguisé en mendiant au marché, s'il veut dissimuler ses grands projets aux dieux, car en ce jour dit-il, les dieux ne regarderont pas.
Dans le conte, l'expression qu'utilise Auguste « aussi vite que des asperges bouillies » peut être retrouvée dans l'ouvrage Moi, Claude de Robert Graves.
Le conte est inspiré de la Vie des douze Césars de Suétone.

### Terres molles
Crayonné & encrage de John Watkiss ; couleurs de Daniel Vozzo ; 24 pages ; première parution en VO : juillet 1992. Titre original : Soft Places.
En 1273, Marco Polo se perd dans la région du Lop Nor, à l'est du désert du Taklamakan. Il y rencontre Rusticien de Pise qui semble aussi perdu que lui, et est convaincu qu'ils rêvent. Bientôt ils rencontrent Gilbert alias Fiddler's Green. Ce personnage du rêve leur révèle qu'ils se trouvent dans sur des terres molles. Il leur dit qu'il en reste plus que quelque unes dans le monde, des endroits où le temps ne s'écoule pas de la même façon, c'est pour ça que Fiddler's Green leur dit que pour lui, ils sont en 1992. Les terres molles sont des endroits où la frontière entre le rêve et la réalité est floue, ou alors elle ne s'est pas encore formée. Puis, après avoir bu du vin autour d'un feu avec ses deux compagnons, Marco Polo les quitte pour retrouver sa caravane. Il rencontre Dream, en 1988, qui est encore très faible après son emprisonnement par Roderick Burgess et lui donne de l'eau de sa gourde. En échange, Dream lui permet de s'échapper des terres molles, des endroits d'où d'habitude on ne revient pas, et de retrouver sa caravane et son père.
Chronologiquement, cet épisode se produit entre Le sommeil du juste et Des hôtes inaccomplis. L'histoire présente certains traits de ressemblance avec Exils qui se passe aussi dans un désert en Chine.

### Orphée
Traduction alternative : Le chant d'Orphée ; crayonné de Bryan Talbot ; encrage de Mark Buckingham ; couleurs de Daniel Vozzo ; 47 pages ; première parution en VO : 1991. Titre original : The Song of Orpheus.
Le conte est basé sur le mythe grec d'Orphée, auquel Gaiman incorpore l'imaginaire du Sandman.

#### Chapitre premier
Quelque part en Thrace, Orphée est réveillé par son ami Aristée : c'est le jour de noce d'Orphée avec Eurydice et les invités arrivent. Toute la famille des Éternels est présente : Dream, le père d'Orphée est Morphée ou Oneiros, Death est Téléoute, Despair est Aponoia, Delirium est Mania, Desire est Épithumia, Destruction est Oléthros et Destiny est Potmos. Après le mariage, Eurydice s'éloigne sur l'invitation d'Aristée, qui, soûl, a pour dessein d'abuser d'elle, et quand Eurydice tente de s'échapper, elle est mordue par un serpent dans l'herbe. Téléoute rejoint Eurydice : elle est morte.

#### Chapitre deux
Rongé par la perte de sa bien-aimée, Orphée joue de la lyre mieux qu'il n'en a jamais joué, et ce faisant, ouvre la porte qu'il le mène au Royaume du Rêve, chez son père. Oneiros lui conseille de faire le deuil d'Eurydice, ce qu'Orphée se refuse à faire, croyant qu'Oneiros peut l'aider à ramener Eurydice des enfers. Oneiros s'y refuse, et reste de glace aux supplications de son fils. Orphée pense alors au suicide, quand son oncle Oléthros vient le voir et accepte de lui ouvrir une porte vers le royaume de Téléoute. Ce dernier accepte à contrecœur d'accéder à la demande d'Orphée et de lui montrer le chemin des enfers.

#### Chapitre trois
Orphée commence alors son long voyage vers le cap Ténare, en passant par la Thrace, la Macédoine, la Thessalie, Delphes, Thèbes, Corinthe et l'Arcadie. Arrivé à destination, il descend les marches et donne une branche de gui au passeur pour la traversée du Styx. Il débarque dans l'immense grotte peuplée de morts, et présidée par le roi Hadès et la reine Perséphone et les amadoue par son chant, qui leur donne aussi l'objet de sa requête. Hadès lui dit alors de remonter vers la surface, vers Thrace, sans jamais se retourner, et qu'Eurydice le suivra. Orphée s'exécute, mais à quelques pas de la surface, convaincu que les dieux se moque de lui, il se retourne, et voit Eurydice qui s'éloigne à jamais.

#### Chapitre quatre
Inconsolable, Orphée joue de la lyre et toute une compagnie d'animaux est aux écoutes, quand sa mère, Calliope apparaît et lui intime de s'enfuir pour échapper aux bacchantes qui sont à sa recherche. Mais Orphée n'écoute pas sa mère et bientôt les bacchantes viennent le démembrer et jettent la tête sur le fleuve Hébros.

#### Épilogue
Échoué sur l'île Lesbos, Orphée est recueilli par son père, toujours de marbre, qui le quitte en lui disant adieu, sans se retourner au bruit des supplications de son fils.

### Le tribunal des corneilles
Traduction alternative : Le parlement des freux ; crayonné de Jill Thompson ; encrage de Vince Locke ; couleurs de Daniel Vozzo ; 24 pages ; première parution en VO : août 1992. Titre original : The Parliament of Rooks.
Dans la maison de Lyta Hall, un personnage déjà introduit dans la série, notamment dans La Saison des brumes, Lyta est au téléphone prenant quelques minutes de répit pendant que son bébé, Daniel Hall, se repose dans son berceau. Daniel part à l'aventure dans le Rêve, il rejoint le corbeau Matthew et Ève et ils vont tous ensemble dans la demeure d'Abel et Caïn pour une séance de conte. Caïn raconte l'histoire du tribunal des corneilles, où des hordes de corneilles se réunissent dans un champ, toutes groupées autour d'une corneille qui semble raconter une histoire. À la fin, soit les corneilles s'envolent toutes, soit elles picorent à mort celle qui racontait l'histoire. Ève raconte ensuite l'histoire des trois femmes d'Adam, les deux premières (dont Lilith) qui furent expulsées du jardin d'Éden et enfin d'Ève. Quant à l'histoire d'Abel, elle raconte comment Abel et Caïn en sont venus à vivre dans le Royaume du Rêve, et elle donne à voir Dream et Death enfants.

### Ramadan
Crayonné & encrage de P. Craig Russell ; couleurs de Lovern Kindzierski & Digital Chameleon ; 32 pages ; première parution en VO : juin 1993. Titre original : Ramadan.
Dans le Bagdad en ruines de l'après Guerre du Golfe, pendant le jeûne du Ramadan un homme âgé raconte une histoire au petit Hassan. L'histoire de l'autre Bagdad, de la fabuleuse Bagdad, et d'Haroun-al-Rachid, son calife. Haroun-al-Rachid contemple sa cité, la plus belle cité du monde où le merveilleux (phénix, tapis volant, etc.) est une réalité, mais il est troublé par quelques pensées. Il descend les innombrables marches de son immense palais, pour arriver au dernier sous-sol, dont il ouvre la porte avec sa clef d'or. Là, après avoir traversé plusieurs vastes pièces, il arrive enfin devant la boule de cristal, de Soliman Ben Daoud, roi des Hébreux, avec laquelle il convoque Dream. Dream, assez mécontent d'avoir été convoqué, accepte cependant de survoler la cité sur le tapis volant d'Haroun-al-Rachid. Ce dernier lui fait part de son inquiétude que sa merveilleuse cité se transforme avec le temps en décombres recouvertes par le sable. Il propose à Dream de lui céder la cité pour en faire une cité immortelle, à jamais splendide. Dream accède à sa demande, et le calife se réveille dans une cité ordinaire, sur la place du marché, sans aucun souvenir de sa vie antérieure. Soudain, il est attiré par Dream qu'il ne reconnaît pas et s'émerveille devant une bouteille qu'il tient dans sa main, dans laquelle se trouve une merveilleuse cité.
Le conte fait de multiples références aux Mille et Une Nuits. Gaiman écrit dans la préface de Nuits éternelles que Ramadan est l'un de ses contes autonomes préférés de la saga Sandman et que le conte a fait de nouveau parler de lui dans la presse à l'occasion de la guerre qui a ravagé Bagdad en 2003.